# エフゲニー・アクショーノフ
エフゲニー・ニコラエヴィチ・アクショーノフ（ロシア語: Евгений Николаевич Аксёнов、1924年3月5日 - 2014年8月5日）は、かつて日本に住んでいたロシア人医師。英語読みでユージン・アクセノフ（Eugene Aksenoff）とも呼ばれる。

## 概要
専門は外科で、特に腹部外科。世界保健機関（WHO）の指定医でもある。東京都港区麻布台、飯倉片町の交差点そばに「インターナショナル・クリニック」を開設、在日外国人の診察の他、来日する著名な外国人の滞在中の健康管理などでも知られた。
1945年の満州国崩壊以後、現在まで無国籍を通している。日本の永住権は2000年3月に取得。日本語、英語、中国語、ロシア語、ドイツ語、現代ギリシャ語の6つの言語を使いこなす。

## 経歴
ロシア革命で満洲に亡命した白系ロシア人を父、ドイツ人を母として、満洲ハルビン郊外ヤーブロニャ(現在のハルビン市尚志市亜布力鎮）のドイツ系病院で生まれた。無国籍である。
フランス系のカトリック・スクールに在学中、満洲国視察中の津軽義孝（常陸宮妃華子の父）から気に入られ、津軽の招きで大東亜戦争中の1943年に来日した。早稲田大学国際学院（早稲田奉仕園の事業の一環として経営されていた学校。外国人のための大学進学予備校のような役割を担っていた）の予科で日本語を学び、1944年、津軽の勧めで東京慈恵会医科大学専門部に入学。
またこの頃陸軍省宣伝部に乞われて戦意高揚映画にスパイ役で出演し、『重慶から来た男』『マレーの虎』『ハリマオ』などの映画では準主役を演じていたという。インターン時代には有楽座で『黒船物語』に出演し、タウンゼンド・ハリス役で榎本健一や古川緑波と共演したこともある。
終戦後の1948年に東京慈恵会医科大学専門部を卒業した。なおこの頃連合国軍司令部の通訳として、アメリカ陸軍病院などでも勤務した。通訳の仕事では、元外相の松岡洋右や松井石根、白鳥敏夫、大川周明に接したこともある。　
1951年に医師国家試験に合格した。1953年に六本木でクリニック「インターナショナル・クリニック」を開業し、1956年に現在地の麻布台にクリニックを移転した。このクリニックは健康保険の適用外医療専門で、患者は原則外国人のみであった。クリニックには、アクショーノフの他に2人の医師と日本人の看護師がおり、患者にはマイケル・ジャクソン、マドンナ、ジャック・シラク、ジョン・ウェイン、ジェラルド・フォード、エドウィン・ライシャワーなどがいる。
川崎港にも外国船舶の船員向けの診療所を経営していたが、所長に任せきりにした結果、無資格で患者を診察させていたことが発覚したことから、1980年12月18日に医師法違反容疑で神奈川県警察に逮捕され、2万円の罰金刑を受けている。なお、このときアクショーノフが留置されていた独房の隣には神奈川金属バット両親殺害事件の犯人がいたという。
その後も医師としての活動を続け、インターナショナル・クリニックでの在日外国人や外国人旅行者に対する診療活動で、1998年に第32回吉川英治文化賞を、2007年に社会貢献支援財団の社会貢献者表彰を受ける。
2014年8月5日に永眠。通夜パニヒダと埋葬式は、生前足繁く通っていたニコライ堂で行われた。

## スパイ疑惑
冷戦下の1979年には、ソビエト連邦を旅行中にレニングラードでアメリカのスパイと疑われてKGBに逮捕されたが、スパイ容疑が晴れて即日釈放になったことがある。
1980年11月には、横浜市緑区の高圧送電線の鉄塔建て替え工事現場でソ連のスパイ用無線機が発見され、前出の診療所の所長がソ連のスパイだったことが判明したため、アクショーノフもソ連のスパイと疑われて数日間取調べを受けたが証拠不十分で釈放となった。

## 家族
日本人の妻との間に息子が一人いる。

## テレビ出演
- NHK BS-1『ハローニッポン 「六本木の赤ひげ先生～ユージン・アクセノフ」』1998年12月3日放映